# Cestrum poasanum
Cestrum poasanum là loài thực vật có hoa trong họ Cà. Loài này được Donn.Sm. mô tả khoa học đầu tiên năm 1902.